# Famille de Vincens de Causans
La famille de Vincens de Causans est une famille subsistante de la noblesse française.

## Histoire
La famille de Vincens de Causans est originaire de la principauté d'Orange, elle est une famille d'extraction chevaleresque (1378) maintenue en 1701.[réf. nécessaire]
Marquis de Causans par lettres patentes du prince d'Orange le 28 août 1667. Elle est admise aux honneurs de la Cour en 1768, 1772, 1782 et 1787.[réf. nécessaire]
La famille est admise à l'Association d'entraide de la noblesse française en 1946.

## Personnalités
- Henriette de Vincens de Causans, abbesse de l'abbaye des Salenques de 1448 à 1462.
- Jeanne de Vincens de Mauléon de Causans, abbesse de l'abbaye Saint-Césaire de 1622 à 1625.
- Marie de Vincens de Mauléon de Causans, abbesse de l'abbaye Saint-Césaire de 1625 à 1631.
- Éléonore de Vincens de Causans, abbesse de l'abbaye de Bondeville de 1733 à 1743.
- Jean-Joseph de Vincens de Mauléon de Causans, lieutenant du roi pour la Provence[réf. nécessaire] et maréchal de camp
- Jacques de Vincens de Mauléon de Causans, né le 31 juillet 1751 et décédé le 14 avril 1824, député de la principauté d'Orange aux États généraux de 1789, député du Vaucluse et lieutenant général sous la Restauration
- Paul de Vincens de Causans, né le 31 juillet 1790 et décédé le 15 avril 1873, conseiller général, pair de France (1827-1830). Fils du précédent.
- René de Vincens de Causans, né le 6 janvier 1871 à Laval, 9e et dernier marquis de la branche ainée, religieux de la congrégation des Augustins de l'Assomption, engagé comme adjudant au 404e RI, mort au champ d'honneur le 15 juillet 1916 à Belloy-en-Santerre dans la Somme[2],[3];
- René de Vincens de Causans, né le 2 octobre 1920 à Coubon et, sous-lieutenant au 2ème Régiment blindé de fusiliers-marins au sein de la 2ème DB, mort pour la France le 30 décembre 1944 à Boofzheim[4].
- Louis de Vincens de Causans, né en 1973, l'un des prétendants théoriques au trône de Monaco[5].
- Juliette de Causans, née Juliette Malo vers 1985, femme politique française et épouse du comte Jacques de Vincens de Causans. Ce couple s'efforce notamment de rénover le château de Thugny-Trugny, en Ardennes, et financent leurs travaux par des mariages et fêtes ayant pour décor le bâtiment[6].

## Alliances
Les principales alliances de la famille de Vincens de Causans sont : de Dampierre, de Caumont La Force, de Bourbon-Siciles (2005), Demay de Goustine.

## Armoiries
- Écartelé : aux 1 et 4, d'or au lion de sable armé, lampassé et couronné de gueules (Mauléon), à la bordure d'azur chargée de six étoiles d'or, trois en chef et trois en pointe, et de trois croissants d'argent, deux en flancs et un en pointe soutenant l'étoile de la pointe (Vincens) ; aux 2 et 3, de gueules à l'aigle couronnée d'or, membrée et becquée d'azur (Astouaud).[7]

## Pour approfondir